# Amoerroodpootvalk
De amoerroodpootvalk (Falco amurensis) is een roofvogel uit de familie der valken (Falconidae).

## Verspreiding en leefgebied
Deze soort komt voor in oostelijk Siberië, Korea en noordoostelijk China. De vogel brengt de winter door in zuidelijk Afrika.

## Status
De grootte van de populatie wordt geschat op 200.000-667.000 volwassen vogels. Op de Rode lijst van de IUCN heeft deze soort de status niet bedreigd.